# Toyota Innova
Der (Kijang) Innova oder Revo II ist ein indisch-indonesischer Van. Dieser entstand in Zusammenarbeit der Unternehmen Toyota Astra Motor und Toyota India als Nachfolgemodell des Toyota Kijang.

## 1. Generation (AN40; 2004–2015)
Ziel war es, einen für beide Märkte passenden Nachfolger des Kijang (Indonesien) und des Qualis (Indien) zu kreieren. 2004 wurde schließlich das Ergebnis präsentiert und die Serienproduktion gestartet. Die Kijang-Schwestermodelle wurden auf einigen Märkten aus dem Programm genommen, so auch in Afrika und in der Karibik. Überlegungen, das Modell oder ein Nachfolger auch in Südamerika und/oder gar in Osteuropa sowie in der Russischen Föderation zu bauen, wurden nicht weiter verfolgt. 2008, 2011 und 2013 erfolgten jeweils Modellpflegen. 
Lieferbar war das Modell der ersten Generation mit folgenden Motorisierungen:
- 1998 cm³ VVT-i mit 100 kW (Ottomotor)
- 1988 cm³ VVT-i mit 100 kW (Ottomotor)
- 2694 cm³ VVT-i mit 116 kW (Ottomotor)
- 2494 cm³ D-4D mit 75 kW (Turbodiesel)

## 2. Generation (AN140; seit 2015)

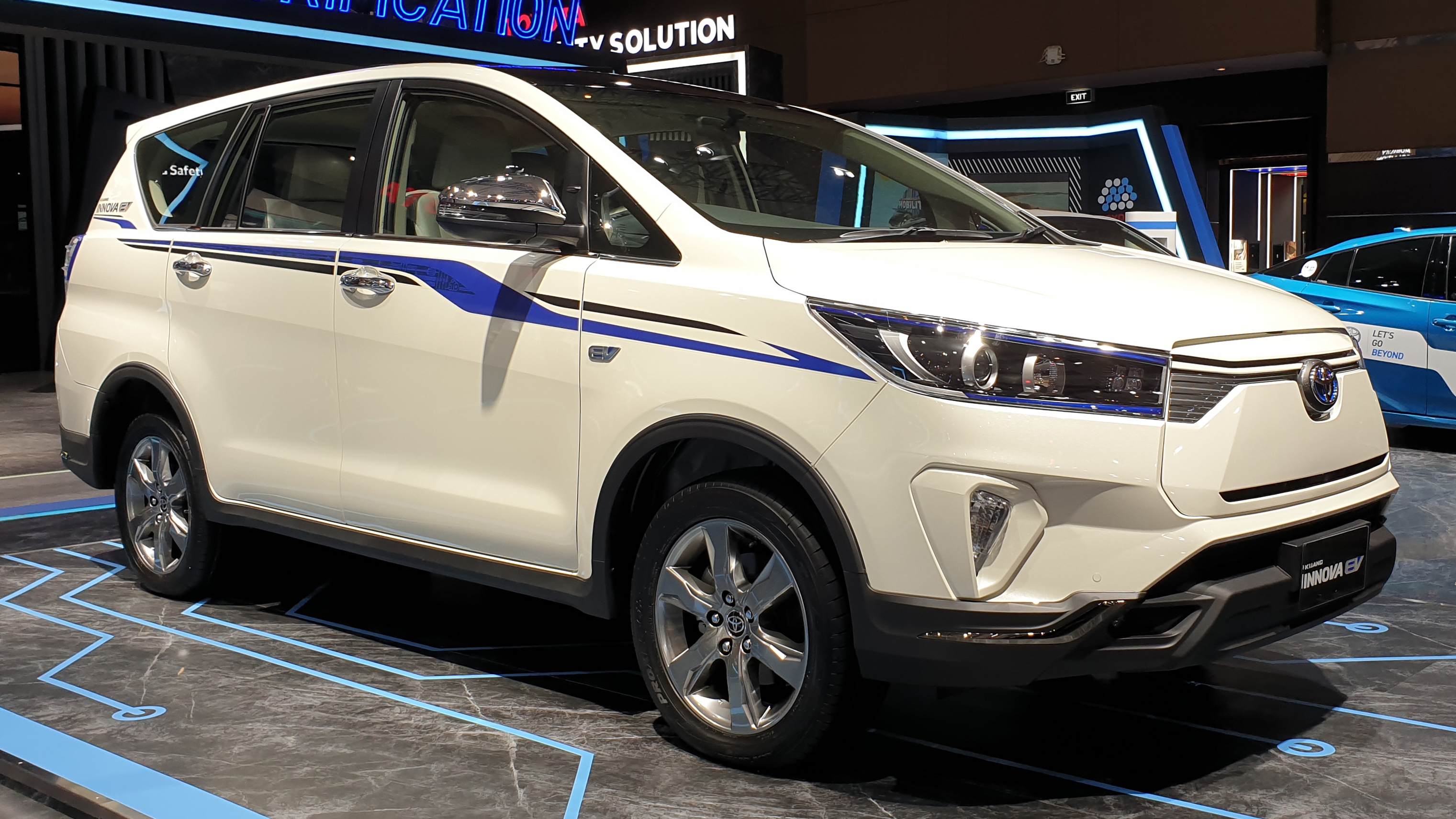
Toyota Innova EV Concept (2022)

Die zweite Generation des Innova wurde am 23. November 2015 in Jakarta vorgestellt. Auf Basis der zweiten Generation wurde Ende März 2022 das batterieelektrisch angetriebene Konzeptfahrzeug Innova EV Concept vorgestellt, das aber nicht in Serie gebaut werden wird.

### Technische Daten
|                                             | 2.7                        | 2.4 Diesel             | 2.8 Diesel                 |        |
| Bauzeitraum                                 | 11/2015–02/2023            | seit 11/2015           | 11/2015–01/2020            |        |
| Motorkenndaten                              |                            |                        |                            |        |
| Motortyp                                    | R4-Ottomotor               | R4-Dieselmotor         | R4-Dieselmotor             |        |
| Hubraum                                     | 2694 cm³                   | 2393 cm³               | 2755 cm³                   |        |
| max. Leistung bei min−1                     | 122 kW (166 PS) / 5200     | 110 kW (150 PS) / 3400 | 128 kW (174 PS) / 3400     |        |
| max. Drehmoment bei min−1                   | 245 Nm / 4000              | 343 Nm / 1400–2800     | 360 Nm / 1200–3400         |        |
| Kraftübertragung                            |                            |                        |                            |        |
| Antrieb, serienmäßig                        | Vorderradantrieb           | Vorderradantrieb       | Vorderradantrieb           |        |
| Getriebe, serienmäßig                       | 5-Gang-Schaltgetriebe      | 6-Gang-Schaltgetriebe  | 6-Stufen-Automatikgetriebe |        |
| Getriebe, serienmäßig                       | [6-Gang-Automatikgetriebe] | —                      | —                          |        |
| Messwerte                                   |                            |                        |                            |        |
| Höchstgeschwindigkeit                       | 175 km/h                   | 175 km/h               | 175 km/h                   |        |
| Beschleunigung, 0–100 km/h                  | 12,0 s                     | 13,0 s                 | 13,0 s                     | 13,0 s |
| Kraftstoffverbrauch auf 100 km (kombiniert) |                            |                        |                            |        |
| Leergewicht                                 | 1760 kg [1800 kg]          | 1860 kg                | 1890 kg                    |        |
| Tankinhalt                                  | 65 l                       | 55 l                   | 55 l                       |        |